# Baniana praecesta
Baniana praecesta là một loài bướm đêm trong họ Erebidae.